# Barbderma
Barbderma – wymarły rodzaj owadów z rzędu skorków, podrzędu Archidermaptera i rodziny Protodiplatyidae, obejmujący tylko jeden znany gatunek: Barbderma oblonguata.
Rodzaj i gatunek opisane zostały w 2016 roku przez Xinga Changyue, Shih Chungkuna i Ren Donga na podstawie skamieniałości dwóch samców znalezionych w formacji Yixian, w miejscowości Huangbanjigou, w chińskiej Liaoningu i pochodzących z przełomu barremu i aptu w dolnej kredzie.
Skorek ten miał gęsto porośnięte szczecinkami ciało o długości 9,5 mm. Stosunkowo mała głowa miała wyraźne oczy złożone umiejscowione w pobliżu prawie prostej jej tylnej krawędzi oraz pozbawiona była przyoczek. Żuwaczki miały dwa zęby wierzchołkowe. Czułki o długości 5,5 mm budowało 19 członów, z których trzonek był szerszy niż pozostałe, a człony biczyka były dłuższe niż szerokie. Podługowato-trapezowate przedplecze miało 1,6 mm długości, 1,1 mm szerokości przedniej krawędzi, 1,5 mm szerokości prostej krawędzi tylnej i zaokrąglone krawędzie boczne. Około dwukrotnie dłuższe niż szerokie pokrywy (tegminy) miały dobrze rozwinięte żyłki podłużne, nieco łukowate brzegi kostalne oraz proste krawędzie przyszwowe i tylne. Tylna para skrzydeł była dobrze wykształcona. Śródpiersie miało kształt prostokąta z zaokrąglonymi kątami, a zapiersie kształt trapezu. Odwłok miał małe pygidium. Przysadki odwłokowe były w około połowie tak długie jak ciało; ich zachowany fragment ma 4 mm długości. 